# Сандра Бечер
Сандра Ацуко «Санді» Бечер (англ. Sandra Atsuko «Sandy» Bacher; нар. 28 травня 1968, Лонг-Айленд, штат Нью-Йорк) — американська борчиня вільного стилю та дзюдоїстка. Чемпіонка, срібна та бронзова призерка чемпіонатів світу, дворазова срібна призерка Панамериканських чемпіонатів з вільної боротьби. Учасниця трьох Олімпійських ігор у змаганнях із дзюдо.

## Життєпис
Боротьбою почала займатися з 1994 року. Навчалася в коледжі Вашингтонського університету, але потім перейшла університету штату Каліфорнія в Сан-Хосе, де вона вигравала Національний чемпіонат із дзюдо асоціації коледжів чотири роки поспіль, з 1990 по 1993. Вона була 14-разовою чемпіонкою США впродовж 1992—2004 років. Вона взяла участь у трьох Олімпіадах у змаганнях із дзюдо, однак, незважаючи на успіхи у вільній боротьбі, як борчиня участі в Олімпійських іграх не брала, тому що закінчила виступи до 2004 року, коли жіноча боротьба була включена до Олімпійських видів спорту.
Виступала за спортивний клуб «Спартанці» із Сан-Хосе. Тренери — Кріс Горпель, Ден Чейд.
У 2010 році Сандра Бечер була зарахована до Спортивного залу слави університету штату Каліфорнія в Сан-Хосе.

## Спортивні результати на міжнародних змаганнях

### Виступи на Олімпіадах
| Змагання                    | Збірна | Вагова категорія        | Місце |
| --------------------------- | ------ | ----------------------- | ----- |
| Літні Олімпійські ігри 1992 | США    | дзюдо, до 72 кг (жінки) | 9     |
| Літні Олімпійські ігри 1996 | США    | дзюдо, до 72 кг (жінки) | 19    |
| Літні Олімпійські ігри 2000 | США    | дзюдо, до 70 кг (жінки) | 9     |

### Виступи на Чемпіонатах світу
| Змагання                        | Збірна | Вагова категорія          | Місце  |
| ------------------------------- | ------ | ------------------------- | ------ |
| Чемпіонат світу з боротьби 1995 | США    | жіноча боротьба, до 70 кг | 9      |
| Чемпіонат світу з боротьби 1996 | США    | жіноча боротьба, до 70 кг | 4      |
| Чемпіонат світу з боротьби 1997 | США    | жіноча боротьба, до 68 кг | Срібло |
| Чемпіонат світу з боротьби 1998 | США    | жіноча боротьба, до 68 кг | Бронза |
| Чемпіонат світу з боротьби 1999 | США    | жіноча боротьба, до 68 кг | Золото |

### Виступи на Панамериканських чемпіонатах
| Змагання                                   | Збірна | Вагова категорія          | Місце  |
| ------------------------------------------ | ------ | ------------------------- | ------ |
| Панамериканський чемпіонат з боротьби 1997 | США    | жіноча боротьба, до 68 кг | Срібло |
| Панамериканський чемпіонат з боротьби 1998 | США    | жіноча боротьба, до 68 кг | Срібло |

### Виступи на інших змаганнях
| Змагання                               | Збірна | Вагова категорія          | Місце  |
| -------------------------------------- | ------ | ------------------------- | ------ |
| Міжнародний меморіал Дейва Шульца 2001 | США    | жіноча боротьба, до 68 кг | Золото |